# Günther Uecker
Günter Uecker (Wendorf,  13 de março de 1930 – Düsseldorf, 10 de junho de 2025) foi um pintor e escultor alemão. Sua obra enquadra-se no movimento pop-art.

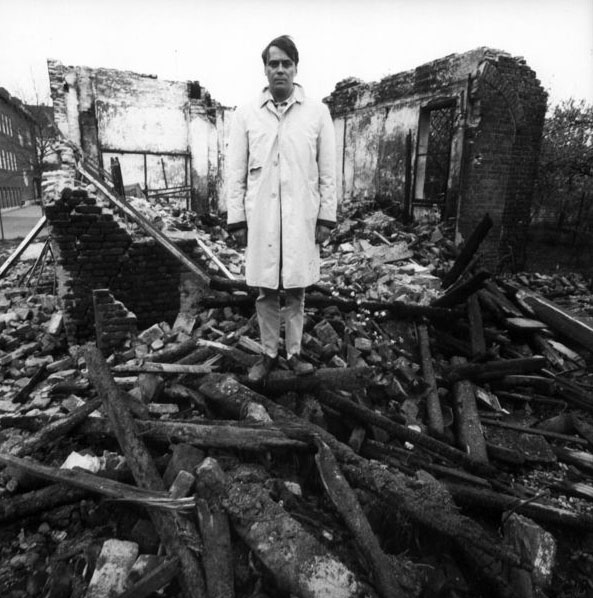
Uecker eraly 1970th Photo: Lothar Wolleh

Em 1961, Uecker fez parte do grupo artístico ZERO, que possuía ainda Heinz Mack e Otto Piene. Em 1970, representou a Alemanha na Bienal de Veneza.
A Calderara Foundation Collection (Milão), a Courtauld Institute of Art (Londres), a Honolulu Academy of Arts (Havaí), o Schleswig-Holstein Museums (Alemanha), o Van Abbemuseum (Países Baixos) e o Walker Art Center (Minnesota) abrigam obras de Günther Uecker.

## Morte
Uecker morreu em 10 de junho de 2025, aos 95 anos, em Düsseldorf.